# 알 우데이드 공군 기지
알 우데이드 공군 기지(아랍어: قاعدة العديد الجوية)는 카타르의 도하 남서쪽에 위치한 두 군사 기지 중 하나이며, 아부 나클라 공항(مطار أبو نخلة)으로도 알려져 있다.
이곳에는 카타르 에미리 공군, 미국 공군(USAF), 영국 영국 왕립 공군(RAF) 및 기타 외국 군대가 주둔하고 있다. 미국 중부사령부의 전방 본부, 미국 공군 중부사령부 본부, 제83원정항공단 RAF, 그리고 미국 공군의 제379원정비행단이 주둔하고 있다.
2017년 6월 언론 보도에 따르면, 이 기지에는 11,000명 이상의 미군 및 ISIL 대항 연합군 병력과 100대 이상의 작전기가 주둔하고 있었다.
2025년 6월 23일 이란은 미국이 6월 21일 공격으로 이란 핵 시설을 타격한 것에 대한 보복으로 이 기지에 미사일을 발사했다.

## 역사

### 미국 공군

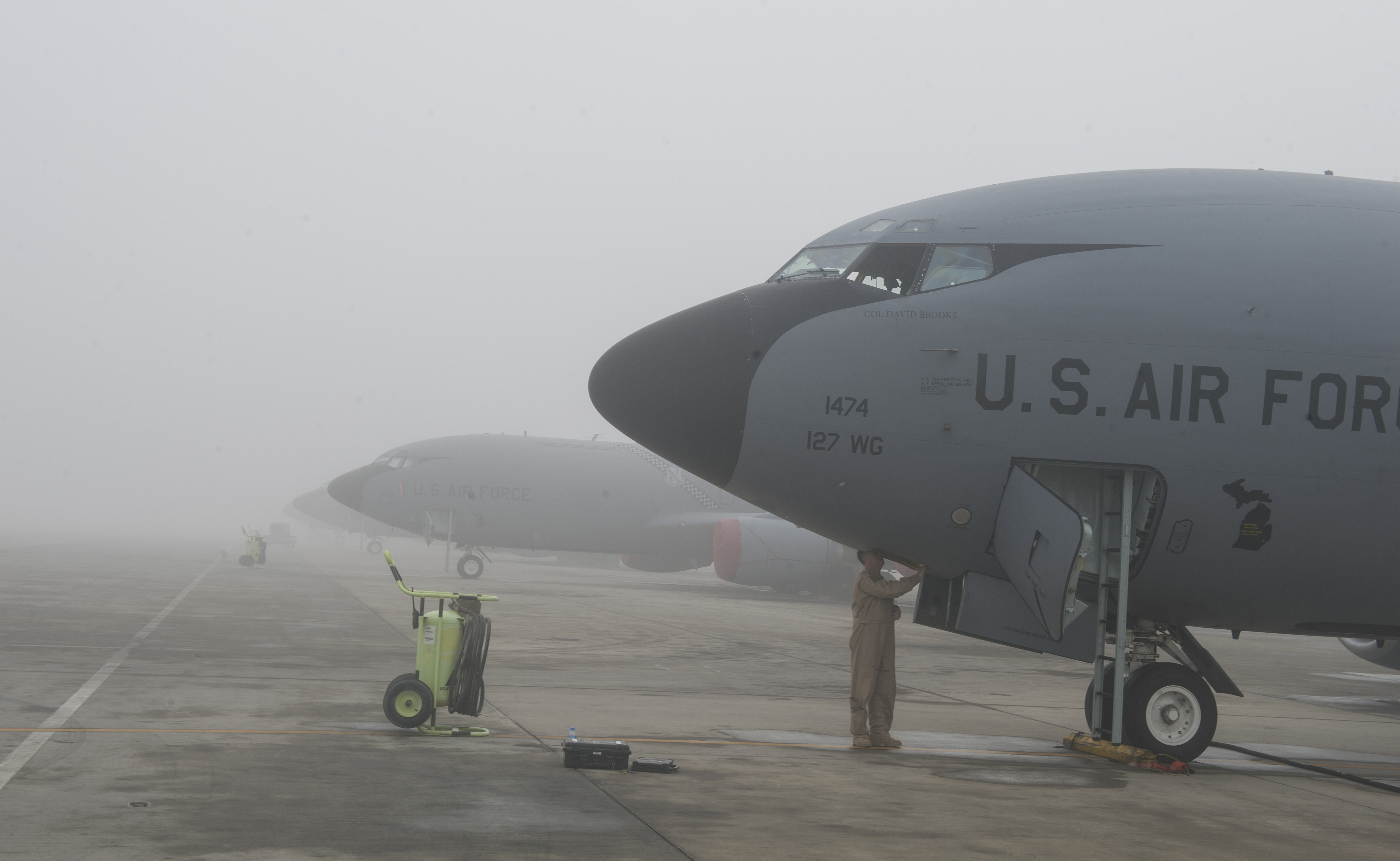
2017년 알 우데이드 공군 기지의 미국 공군 KC-135 스트래토탱커

1991년 사막의 폭풍 작전 중 공동 군사 작전 이후, 카타르와 미국은 방위 협력 협정을 체결했으며, 이는 이후 확장되었다. 1996년, 카타르는 10억 달러 이상의 비용을 들여 알 우데이드 공군 기지를 건설했다. 미국은 아프가니스탄 작전을 위해 항공기를 배치해야 했던 2001년 9월 말에 당시 비밀 기지였던 이곳을 처음 사용했다. 미국은 중동에 약 4만 명의 군 병력을 주둔시키고 있다. 미국 제5함대는 바레인에 있으며, 쿠웨이트, 바레인, 카타르에 2만 8천 명의 군 병력을 주둔시키고 있다. 카타르를 포함한 왕국들은 비용의 60%인 약 6억 5천만 달러를 부담한다.
이 기지에 대한 공식적인 인정은 2002년 3월, 딕 체니 미국 부통령이 기자단과 함께 이 지역을 방문하는 동안 이곳에 들렀을 때 이루어졌다. 2003년 4월, 미국 주도 이라크 침공이 시작된 직후, 중동을 위한 미국 전투 항공작전센터는 사우디아라비아의 술탄 왕자 공군기지에서 1년 전에 카타르에 건설된 예비 본부로 이전했는데, 이는 미군 주둔에 더 적합한 위치로 여겨졌다.

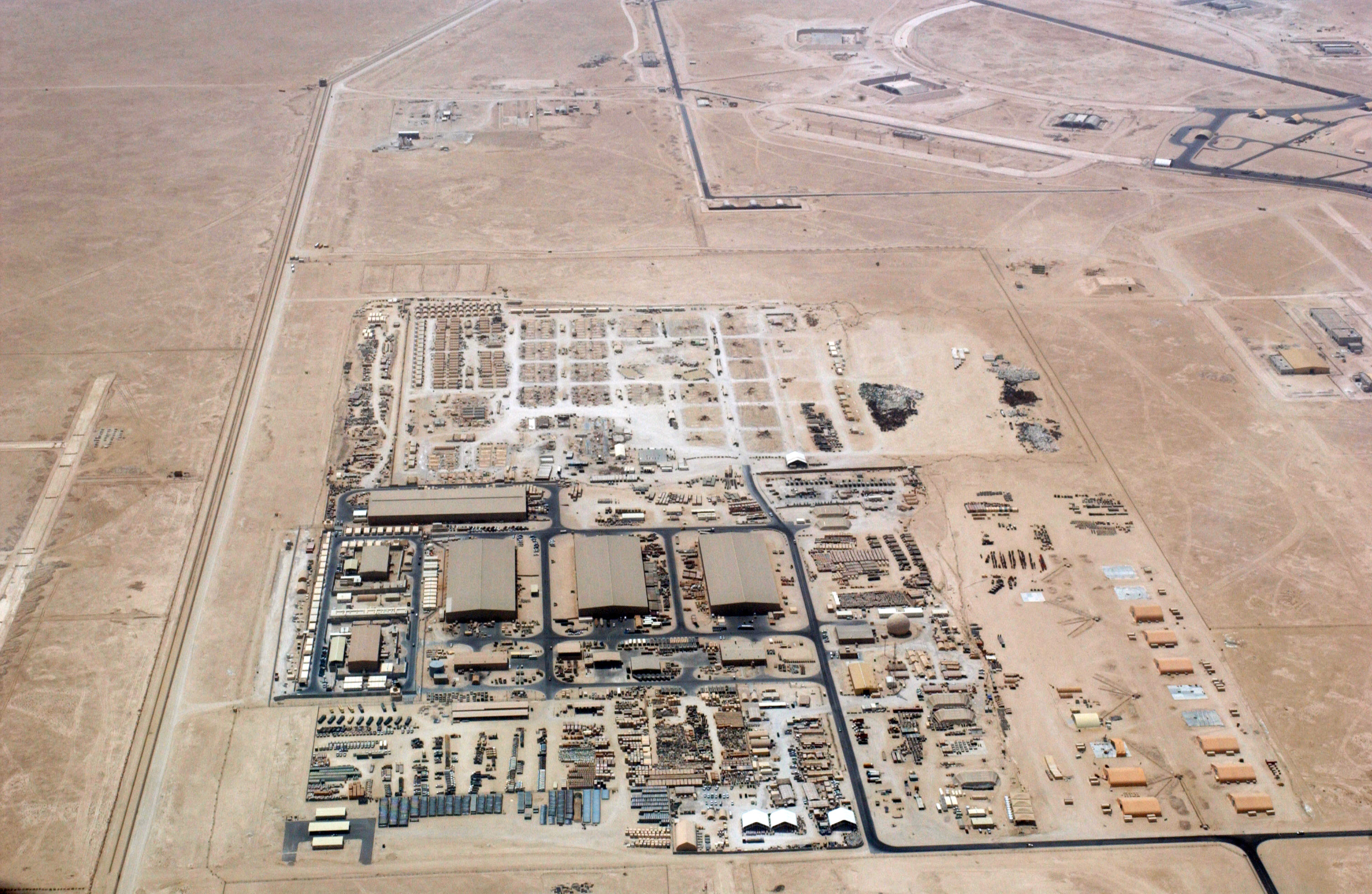
2004년 알 우데이드 공군 기지의 "로그 타운" 항공 사진

알 우데이드와 카타르의 다른 시설들은 물류, 지휘, 그리고 미국 중부사령부(CENTCOM) 작전 지역의 거점 역할을 하며, 이라크, 아프가니스탄, 시리아를 포함한 국가들의 미군 공군 작전을 감독한다.

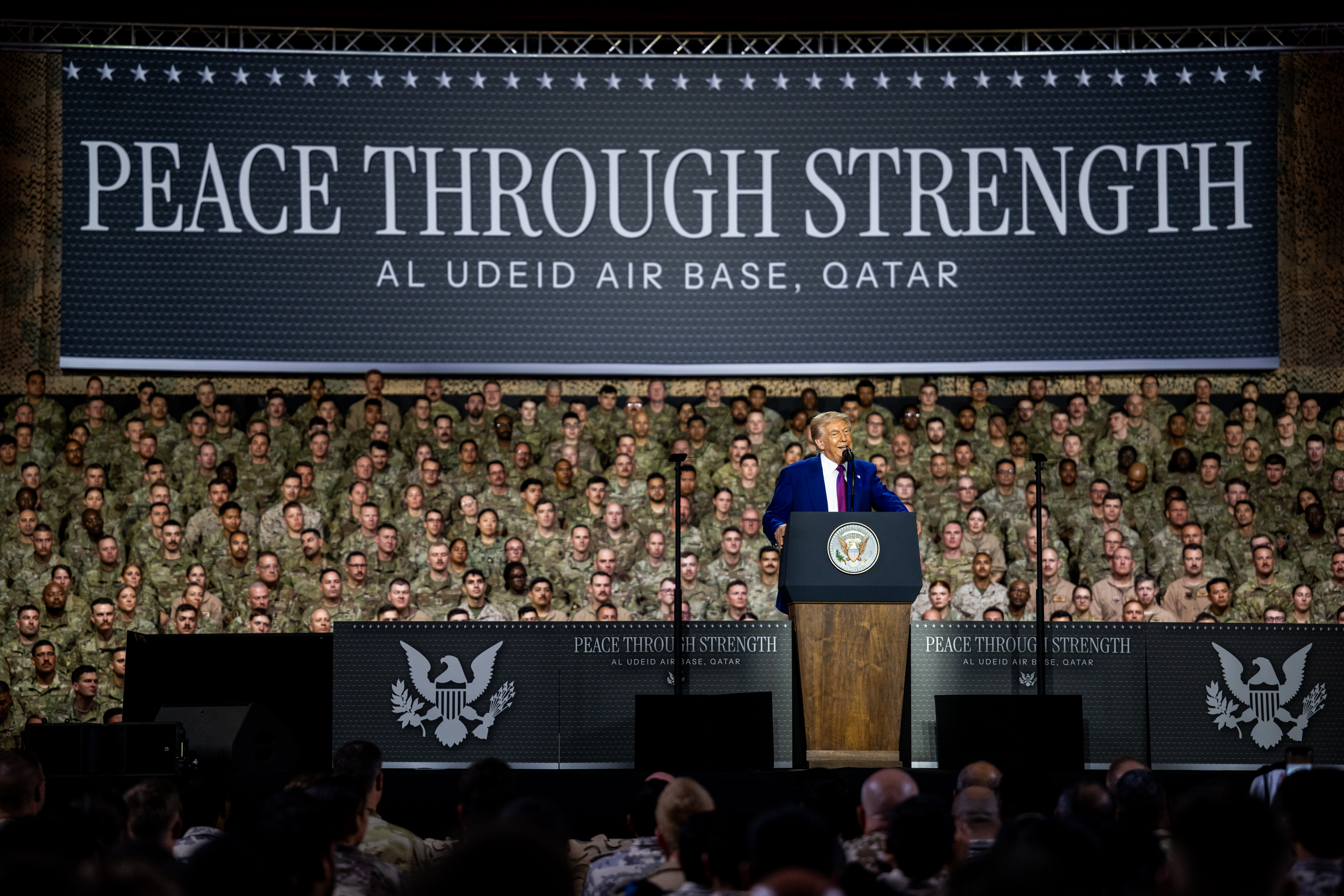
2025년 도널드 트럼프의 카타르 알 우데이드 공군 기지 방문

### 영국 왕립 공군
2004년부터 2009년까지 이 공군 기지는 영국 영국 왕립 공군에 의해 텔릭 작전 (이라크 전쟁) 및 헤릭 작전 (아프가니스탄 전쟁)을 지원하기 위한 수송기 및 고속 제트기 작전에 사용되었다.
여기에는 영국 왕립 공군 내 여러 부대에서 차출된 6~8대의 토네이도 GR4 항공기와 제101비행대의 여러 비커스 VC10이 포함되었다. 영국 토네이도들은 바이콘 정찰 포드, LITENING 조준 포드, 1000파운드 고폭탄, 페이브웨이 II 및 페이브웨이 III 레이저 유도 폭탄, 그리고 RAPTOR 정찰 포드 등 다양한 장비를 갖추고 있었다. 이들은 최신 기술 상태와 개량 상태를 기준으로 선택되었다.
영국 공군 항공기에는 항공기 엔지니어와 지원 및 운영 관리 역할을 담당하는 인력이 동반되었다. 2003년 3월 20일부터 4월 15일까지, 영국 공군 알 우데이드 비행단은 이라크 전쟁 발발 시 사담 후세인 정부에 대한 작전에서 268회 출격을 수행했다.

### 오스트레일리아 왕립 공군
2003년 이라크 침공에 대한 오스트레일리아의 연합군 기여의 일환으로, 제75비행대 (오스트레일리아 왕립 공군)의 14대의 F/A-18 호넷 전투기가 알 우데이드에 주둔했으며, 2대의 P-3 오리온 초계기와 3대의 C-130 허큘리스 군용 수송기도 함께 주둔했다. 전쟁 초기 단계에서 호넷 전투기들은 연합군 AWACS 조기경보통제기와 공중급유에 사용되는 급유기를 호위하고 보호하는 장거리 임무를 수행했다. 이후 연합군 항공기에 대한 위협이 줄어들면서 호넷은 지상 공격 및 전투 지원 역할로 전환되었고, 레이저 유도 폭탄으로 이라크 지상군을 공격하는 데 사용되었다. 오리온 초계기는 페르시아만 상공에서 선박을 추적하고, 밀수를 단속하며, 자폭 보트 위협에 대비하는 장시간 임무를 수행했다. 배치된 허큘리스 수송기는 이라크로 보급품과 장비를 수송했으며, 이후 바그다드로 일부 최초의 인도주의적 지원을 수송했다. 오스트레일리아 왕립 공군의 호넷 전투기 14대는 전쟁 중 이라크 상공에서의 전투 출격 350회를 포함하여 670회 이상의 출격을 수행했다.

### 이란 미사일 공격
2025년 6월 23일, 핵 시설이 표적이 된 미국의 오퍼레이션 미드나이트 해머에 대한 보복으로, 이란은 카타르가 영공을 폐쇄한 직후 AST 오후 8시 직전에 군사 기지에 미사일 공격을 시작했다. 이어서 도하에서 폭발음이 들렸다. 그러나 카타르는 사상자가 없었으며 미사일 하나를 제외하고 모두 요격되었다고 밝혔다. 이란은 6발의 미사일이 성공적으로 명중했다고 밝혔다.

## 현재 용도

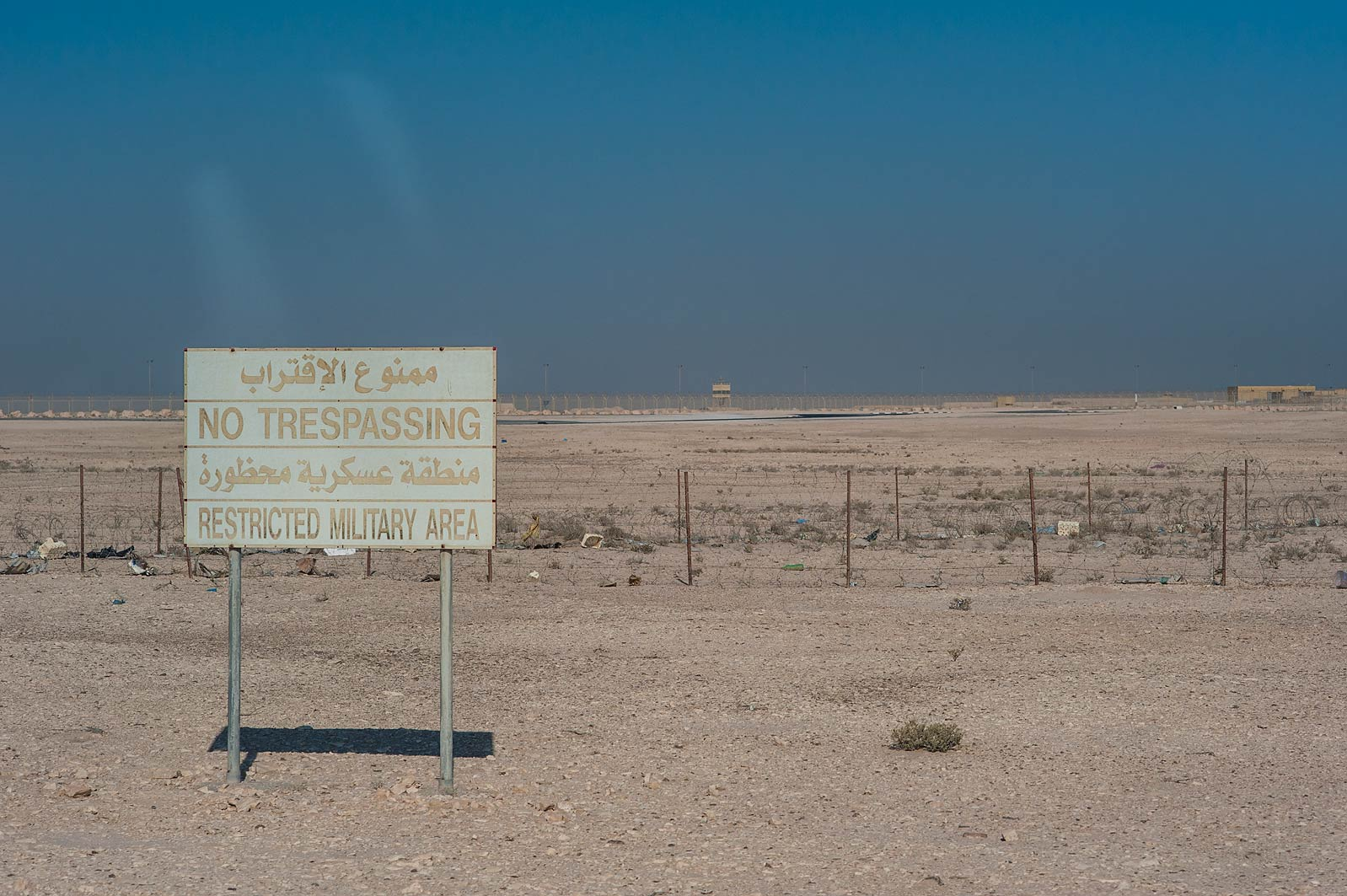
알 우데이드 공군 기지의 "무단 침입 금지" 표지판

### 카타르 에미리 공군
알 우데이드 공군 기지는 카타르 에미리 공군의 주요 본부이며, 일부 비행대대는 도하 국제공항 등에 주둔하고 있다.
구조:
- 알 자임 모하메드 빈 압둘라 알 아티야 공군대학
  - 에어버스 헬리콥터 H125 및 아구스타웨스틀랜드 AW169를 운용하는 제6비행대
  - PAC MFI-395 슈퍼 무시샤크 및 필라투스 PC-21을 운용하는 제31비행대
  - 필라투스 PC-24를 운용하는 ?? 비행대
- 수송 비행단
  - 보잉 C-17A 글로브마스터 III를 운용하는 제10수송비행대
  - C-130J 슈퍼 허큘리스를 운용하는 제12수송비행대
- 제3비행단
  - 아구스타웨스틀랜드 AW139를 운용하는 제20비행대
  - 보잉 AH-64E 아파치(QRA)를 운용하는 제41비행대
- 국제 비행 훈련 학교(IFTS)
  - 알레니아 아에르마키 M-346 마스터를 운용하는 ?? 비행대
- 제5비행단
  - 보잉 F-15QA 스트라이크 이글을 운용하는 제51비행대
  - F-15QA를 운용하는 제52비행대
  - F-15QA를 운용하는 제53비행대

### 영국 왕립 공군
2009년 여름 영국 토네이도 및 VC10 항공기가 다른 지역으로 철수한 후, 알 우데이드에서의 영국 왕립 공군 활동은 감소했다.
2014년 이후 이라크에서 ISIS에 대한 공습(셰이더 작전)에 영국이 개입하는 본부로 사용되고 있다.
영국 왕립 공군은 이 기지에 RC-135 리벳 조인트 신호 정보 항공기를 공식적으로 주둔시켜 이라크와 시리아 상공에서 작전을 수행하도록 했지만, 이 항공기는 크레타의 하니아 국제공항에서 작전하는 모습이 포착되기도 했다.

### 미국 공군

#### 군사 협력 및 대외 원조
작은 영토와 적은 인구를 가진 카타르는 안보를 위해 외부 협력과 지원에 크게 의존한다. 카타르는 1990년대에 알 우데이드 비행장을 건설하는 데 10억 달러 이상을 투자했는데, 당시 카타르 자체는 큰 공군을 보유하고 있지 않았다. 미국 육군 공병대는 또한 미군 저장, 주거, 서비스, 지휘 및 통신 시설 건설을 위해 1억 달러 이상의 군사 건설 공군(MCAF) 계약을 체결했다.

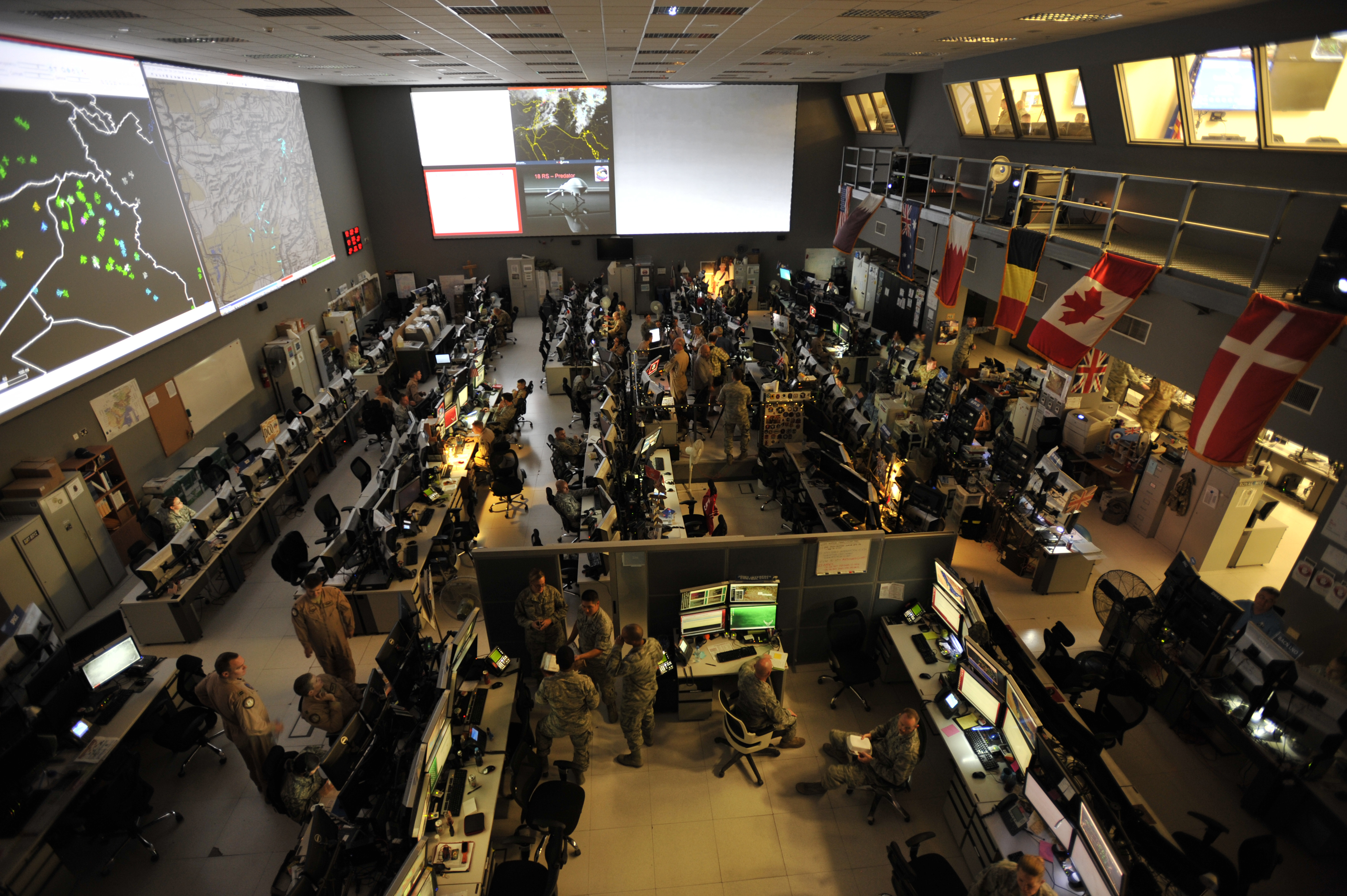
이라크, 시리아, 아프가니스탄 및 기타 17개국 전역의 공군력을 지휘 통제하는 연합 항공 우주 작전 센터(CAOC).

2017년 6월 초, 펜타곤은 카타르와 일부 아랍 이웃 국가들 간의 외교적 단절 및 긴장이 공군 기지에서의 미군 작전에 영향을 미치지 않을 것이라고 밝혔다.
이 기지는 2019년 6월에 처음으로 F-22 랩터를 주둔시켰다. 한 달 뒤, 카타르가 18억 달러를 들여 기지 확장을 추진한다고 발표했다.

#### 부대
- 미국 해병대(USMC) 해병 전술 전자전 비행대 3(VMAQ-3) '문독스' 2014년 2월 17일부터 2014년 8월 9일까지 노스롭 그러먼 EA-6B 프라울러와 함께.[28][29]

#### 의회 예산 및 승인
2008 회계연도 국방수권법(P.L. 110-181)은 2008 회계연도에 카타르에 새로운 공군 및 특수 작전 시설을 건설하기 위해 8,170만 달러를 승인했다.
2009 회계연도 국방수권법(P.L. 110-417)은 2009 회계연도에 새로운 공군 및 특수 작전 시설을 건설하기 위해 6,960만 달러를 승인했다.
2010 회계연도 국방수권법(P.L. 111-84)은 2010 회계연도에 알 우데이드에 새로운 공군 레크리에이션, 기숙사 및 기타 시설을 건설하기 위해 1억 1,700만 달러를 승인했다.

## 내용주
1. ↑  공격은 6월 23일 오후 7시 39분 아라비아 표준시(즉, UTC+03:00) 경에 발생한 것으로 보고되었으며, 이는 6월 23일 UTC 16시 39분에 해당한다.